# 798
Cette page concerne l'année 798  du calendrier julien. Pour l'année 798 av. J.-C., voir 798 av. J.-C.  Pour l'art contemporain, voir Espace 798.
L'année 798 est une année commune qui commence un lundi.

## Événements
- 20 avril[1] : Salzbourg est élevée au rang de siège métropolitain par le pape Léon III à la demande de Charlemagne. Sa juridiction s’étend sur la Bavière, la Bohême, la Moravie et l’Autriche[2]. L’archevêque Arno est un ami personnel de Charlemagne et il obtient d’importantes immunités fiscales et judiciaires. La terre appartient au roi qui la distribue aux grands, aux églises et aux monastères. De nombreuses églises sont construites (Saint-Martin de Linz). La colonisation bavaroise s’étend en Autriche. La richesse des archevêques de Salzbourg s’appuie sur les mines de sel et sur les péages des grandes routes vers l’Allemagne et l’Adriatique. L’archevêque bat monnaie et le pfennig de Friesach, près de Salzbourg, frappé à partir de 1125, demeurera pendant tout le Moyen Âge la monnaie la plus importante de la région.
- Printemps : 
  - le plaid général du royaume d'Aquitaine réuni à Toulouse par le roi Louis le Pieux, en présence de représentants du chef rebelle de Saragosse, Bahlul ibn Marzuk et du roi Alphonse II des Asturies décide une expédition en Espagne. Le comte Borrell occupe la ville fortifiée de Vich, ainsi que plusieurs fortifications de moindre importance, ce qui permet d’établir une base permanente au-delà des Pyrénées[3].
  - les Saxons de Nordalbingie massacrent plusieurs missi de Charlemagne et son ambassadeur Gottschalk, de retour de mission auprès du roi Siegfried Ier de Danemark[4].
- Juillet[5] : Charles rassemble une armée à Minden[6] qui dévaste le pays entre le Weser et l'Elbe. Les Nordalbingiens attaquent les Abodrites, alliés des Francs, mais sont battus et décimés sur les bords de la Schwentine en Holstein[4].
- Automne[7] : ambassade d’Irène à Aix-la-Chapelle pour annoncer la déposition de Constantin VI et traiter la paix. Charlemagne occupe l’Istrie et Bénévent[8]. Il y aurait eu un projet de mariage entre Irène et Charlemagne.

- Ambassade d’Harun al-Rachid en Chine[9].
- Raid des Arabes en Asie Mineure, jusqu'au Bosphore. Capture des écuries impériales de Malagina et de l’écurie de Staurakios par Abu Malik. Les Arabes ravagent la Lydie et massacrent les troupes de l'Opsikion[10]. Le calife Haroun ar-Rachid consent à signer une trêve de quatre ans avec l’impératrice byzantine Irène en échange d'un tribut annuel[11].
- Les Scandinaves attaquent les Hébrides et l'Ulster[12].
- Des pirates andalous attaquent les Baléares[13]. L’année suivante, Charlemagne envoie une escadre qui réussit à repousser une nouvelle attaque et à capturer les enseignes des pirates.
- Le Goth Théodulf, évêque d’Orléans et Leidrade, fraichement nommé archevêque de Lyon, sont envoyés comme missi dominici en Provence et Septimanie[14].

## Décès en 798
- Ælfhun, évêque de Dunwich[15].
- Caradog ap Meirion, roi de Gwynedd.